# Slavomír Prokůpek
Slavomír Prokůpek (* 19. července 1936) byl český a československý politik a poúnorový bezpartijní poslanec Národního shromáždění ČSSR.

## Biografie
Ve volbách roku 1960 byl zvolen do Národního shromáždění ČSSR za Severočeský kraj jako bezpartijní kandidát. V Národním shromáždění zasedal až do konce volebního období parlamentu, tedy do voleb v roce 1964.
K roku 1960 se profesně uvádí jako elektrikář na PÚ-Z1 na Dole Jan Šverma. K roku 1962 navíc uváděn coby předseda Celozávodního výboru Československého svazu mládeže.